# Umbraco
Umbraco ist ein quelloffenes Content-Management-System (CMS) zum Bearbeiten und zur Verwaltung dynamischer Websites, das in der Hochsprache C# geschrieben ist und auf der ASP.NET-Technologie basiert. Als Datenbank wird vorrangig Microsoft SQL Server verwendet, ab der Version 4 können aber auch MySQL und VistaDB eingesetzt werden.
Die als freies Framework nutzbare Webanwendung Umbraco wurde im Jahr 2000 von dem dänischen Software-Entwickler Niels Hartvig begründet. Seitdem wird das System vom Autor, einem Kernteam und einer sehr aktiven Community weiterentwickelt.

## Lizenzmodell
Das CMS Umbraco steht unter einem dualen Lizenzmodell. Einerseits kann Umbraco unter einer Open-Source-Lizenz kostenfrei verwendet und auch erweitert werden, andererseits besteht die Möglichkeit, eine kommerzielle Lizenz mit zusätzlichen Rechten und Supportleistungen von der dänischen Firma Umbraco A/S mit Sitz im dänischen Odense käuflich zu erwerben.
Das kostenfreie Lizenzmodell wird für weite Bestandteile von Umbraco durch die MIT-Lizenz abgedeckt, bestimmte produkt- und markenrechtlich relevante Teile werden hingegen durch die Umbraco-Open-Source-Lizenz geschützt.
Der Name Umbraco und das Umbraco-Logo sind eingetragene Warenzeichen von Niels Hartvig.

## Entwicklung
Die Entwicklung von Umbraco begann 2000 als proprietäre Software, 2004 erfolgte die Umstellung auf eine Open-Source-Lizenz. Seitdem sind das Projekt, die Anzahl der im Kernteam tätigen aktiven Entwickler und die Community stetig gewachsen. Nach Angaben von Umbraco bestanden im April 2007 über 25.000 installierte und aktive Umbraco-Websites, die Zahl verdoppelte sich bis Mai 2008 auf 50.000 Websites.
Im Juni 2016 verkündete Umbraco-Gründer Niels Hartvig auf der jährlichen Umbraco-Konferenz CodeGarden in Odense, Dänemark mindestens 360.935 aktive Installationen.
Aktuell liegt die Anzahl der aktiven Umbraco-Installationen bei 502.567 bei inzwischen knapp 222.000 aktiven Community-Mitgliedern. Die Anzahl der Erweiterungen, „Packages“ genannt, wird mit gut 1200 beziffert.
Umbraco wird stetig von seiner engagierten Community weiterentwickelt. Ab Version 7 wurde beispielsweise das komplette Backend responsive unter Einsatz von AngularJS erneuert. Anfang 2016 wurde außerdem „Umbraco As a Service“ gestartet, ein Cloudhosting-Dienst auf Basis von Microsoft Azure. Am 26. Februar 2019 erschien die aktuelle Major-Version Umbraco 8. Mit „Umbraco Heartcore“ gibt es außerdem seit 2. Dezember 2019 ein Headless-Angebot von Umbraco.

## Community in Deutschland
Neben der internationalen Konferenz CodeGarden gibt es zahlreiche lokale Konferenzen auf der ganzen Welt. Die offizielle Community-Konferenz für den deutschsprachigen Raum ist das Umbraco-Festival Deutschland.

## Sonstiges
- Bei dem Namen Umbraco handelt es sich um eine in skandinavischen Ländern gebräuchliche Bezeichnung für Inbus-Schlüssel. Umbraco steht damit für ein „Universalwerkzeug“ zum Zusammenbauen von Websites.
- Ironischerweise beruht der Name auf einem Schreibfehler, der korrekte Skandinavische Name für das Werkzeug lautet Unbrako und steht für „Unzerbrechlich“.